# Dicaeum trigonostigma
El picaflores ventrinaranja (Dicaeum trigonostigma) es una especie de ave paseriforme de la familia Dicaeidae propia del sudeste asiático.

## Descripción

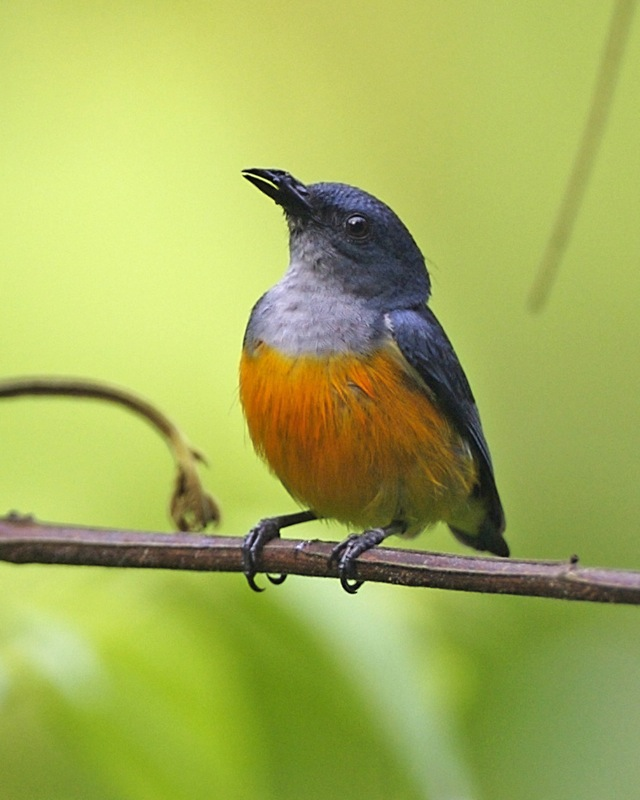
Macho.

Es un pájaro pequeño, que mide unos 9 cm de largo, con cola corta, y el pico relativamente largo y ligeramente curvado hacia abajo. El plumaje del macho tiene las partes superiores principalmente de color azul grisáceo, salvo una mancha de color naranja amarillento que ocupa el obispillo y parte de la espalda. Su garganta y parte superior del pecho es de color gris blanquecino. El resto de partes inferiores y flancos son del mismo color naranja que el obispillo. La hembra es verdosa en las partes superiores y flancos, con la garganta grisácea, y tiene el color anaranjado del obispillo y vientre de un tono mucho más apagado y con menor extensión.

## Distribución y hábitat
Se encuentra en el sudeste asiático desde Birmania a la península malaya y el archipiélago malayo (Filipinas, Sumatra, Borneo, Java, Bali y demás islas menores aledañas).
Su hábitat natural son los bosques húmedos tropicales, tanto de montaña como de tierras bajas.